# Szenkó Riot
A Szenkó Riot (閃光ライオット) éves rendszerességű rockfesztivál és egyben tizenéveseknek szóló dalverseny volt, melyet a School of Lock!, a Tokyo FM, a Sony Music Entertainment Japan és az au szervezett 2008 és 2014 között.

## Fellépők

### 2008
Dátum: 2008. augusztus 10., helyszín: Tokyo Big Sight
- Galileo Galilei
- Brian the Sun
- Negoto
- Juvenile Boat

- Domino
- Foolon
- The Nampa Boys
- The Musique

- Nakamura Eihiko
- Piggy Hedgehog
- Twelve Nine
- Nobu!!!

- Brack Top
- Head Speaker
- Macumuro Maszaja
- Little Beans

#### Vendégek
- Base Ball Bear (különleges zsűri, fellépő)
- Monobright (különleges zsűri, fellépő)
- Flow (különleges zsűri)
- Jinn (különleges zsűri)

#### Díjazottak
- Fődíj - Galileo Galilei
- Kvázi-fődíj - Brian the Sun
- A zsűri különdíja - Negoto, Juvenile Boat

#### Nyereményalap
- Fődíj: 1 millió jen, egyebek
- Kvázi-fődíj és a zsűri különdíja: 100 000 jen

### 2009
Dátum: 2009. augusztus 8., helyszín: Tokyo Big Sight
- Under nine
- Bob is Sick
- Shaka Shaka Chicken
- The Salovers

- Glim Spanky
- Concentrate on Popping
- Fukusi Reio
- Okamoto’s

- Shit Happening
- Cheese Cake
- Zaningen
- Lone

- Szekitori Hana
- Brian sin szekai

#### Vendégek
- Beat Crusaders (különleges zsűri, fellépő)
- Base Ball Bear (különleges zsűri)
- Flumpool (fellépő)
- Galileo Galilei (előzenekar)
- Nacumi Erena (cheergirl)

#### Díjazottak
- Fődíj - Shit Happening
- Kvázi-fődíj - Cheese Cake
- A zsűri különdíja - Szekitori Hana, The Salovers
- Nacumi Erena-díj - Zaningen

#### Nyereményalap
- Fődíj: 1 millió jen
- Kvázi-fődíj és a zsűri különdíja: különböző zenei eszközök
- Nacumi Erena-díj: nem nyilvános

### 2010
Dátum: 2010. augusztus 1., helyszín: Tokyo Big Sight
Normál színpad
- The komeszódó
- Burnout Syndromes
- Naked Blue Star
- 3103

- Jamasita Ajumu
- The ××s
- Strange-Machine
- The Clap

- Rumchops
- Wandering Love
- NewClearFamily
- Csanoko

Karaoke színpad
- Asuka
- Macumae Kaho
- Szomeja Mei

#### Vendégek
- Abe Mao (különleges zsűri, fellépő)
- Galileo Galilei (különleges zsűri, fellépő)
- The Back Horn (fellépő)
- Dragon Ash (fellépő)
- Kavagucsi Haruna (cheergirl)
- Shit Happening (előzenekar)
- Base Ball Bear (különleges zsűri, fellépő)
- Takajama Mijako (különleges zsűri)

#### Díjazottak
Normál színpad
- Fődíj - THE komeszódó
- Kvázi-fődíj - Burnout Syndromes, Naked Blue Star, Naked Blue Star
- A zsűri különdíja- 3103
- Kavagucsi Haruna-díj  - Jamasita Ajumu

Karaoke színpad
- Fődíj - Asuka

### 2011
A 2011-es Szenkó Riotot eredetileg július 31-én a Tokyo Big Sightban rendezték volna meg, azonban a tóhokui földrengés és cunami miatt végül szeptember 4-én a Hibiya Outdoor Large Music Hall színpadán tartották meg.

#### Fellépők
(a fellépés sorrendjében)
1. Lemchap (Hokkaidó)
2. Akage no Hepburn (Hjógo prefektúra)
3. Page (Ehime prefektúra)
4. Aloe Squash! (Siga prefektúra)
5. Tóko (Sizuoka prefektúra)
6. Jamagucsi Tacuo (Szaitama prefektúra, karaoke színpad)
7. Szundome-kaikjó (Kagosima prefektúra)
8. Aru kankaku (Tokió)
9. Katahira Rina (Fukusima prefektúra)
10. The Unknown Forecast (Aicsi prefektúra)

#### Vendégek
- Base Ball Bear (zsűri)
- Takajama Mijako (zsűri)
- Isivatari Dzsundzsi (zsűri)
- The komeszódó (előzenekar)
- 9mm Parabellum Bullet (fellépő)
- Kita Nokii (cheergirl)
- Arai Moe (különleges személyzet)

#### Díjazottak
- Fődíj - Page
- A zsűri különdíja - Katahira Rina
- Fődíj (karaoke színpad) - Jamagami Tacuo

### 2012

#### Fellépők
(a fellépés sorrendjében)
1. Pens+ (Tokió)
2. She’s (Oszaka prefektúra)
3. Chirol (Kanagava prefektúra)
4. Cromarty (Siga prefektúra)
5. The ginga tecudó (Aicsi prefektúra)
6. Head Lamp (Oszaka prefektúra)
7. Ucsimura Itaru (Kanagava prefektúra)
8. Half Moon Spiral (Aicsi prefektúra)
9. Banks (Szaitama prefektúra)

#### Vendégek
- Base Ball Bear (vendégzsűri)
- Takajama Miijako (különleges zsűri)
- Isivatari Dzsundzsi (különleges zsűri)
- Page (előzenekar)
- Okamato’s (zsűri)
- Nónen Rena (chhergirl)

#### Díjazottak
- Fődíj - Banks
- Kvázi-nagydíj - Half Moon Spiral
- A zsűri különdíja - Ucsimura Itaru

#### Nyereményalap
- Fődíj: 1 millió jen
- Kvázi-nagydíj és a zsűri különdíja: különböző zenei felszerelések

### 2013

#### Fellépők
(fellépés sorrendjében)
1. Womcadole (Siga prefektúra)
2. Minakami Karubi (Szaitama prefektúra)
3. Rjokuósoku shakai (Aicsi prefektúra)
4. Ivy to Fraudulent Game (Gunma prefektúra)
5. The csikjú renpó-gun (Siga prefektúra)
6. Toketa denkjú (Kanagava prefektúra)
7. Ga Road Frontier (Tokió)
8. Fishlife (Oszaka prefektúra)
9. The Quiet Room (Ibaraki prefektúra)

#### Vendégek
- Isivatari Dzsundzsi (vendégzsűri)
- Base Ball Bear (vendégzsűri)
- Takajama Mijako (vendégzsűri)
- Banks (előzenekar)
- Androp (vendégzenész)
- Góriki Ajame (cheergirl)

#### Díjazottak
- Fődíj - Fishlife
- Kvázi-fődíj - Rjokuósoku sakai
- A zsűri különdíja - The csikjú renpó-gun

#### Nyereményalap
- Fődíj: 1 millió jen
- Kvázi-nagydíj és a zsűri különdíja: különböző zenei felszerelések

### 2014

#### Fellépők
Normál színpad
1. Climbgrow (Siga prefektúra)
2. Cookie Monsters (Tokió)
3. Oguro Mai, Ken Akane (Okinava prefektúra)
4. Charles (Tokió)
5. Boku Lyric no bójomi (Kanagava prefektúra)
6. Liflame (Oszaka prefektúra)
7. Rick Rack (Nara prefektúra)
8. Szaiakuna sónen (Hjógo prefektúra)
9. Arukicukarete (Szaitama prefektúra)
10. Tocuzen sónen (Tokió)

Táncszínpad
1. D-Burst (Oszaka prefektúra)
2. Rita (Tokió, Kanagava prefektúra)
3. Axis (Szaitama prefektúra)
4. Prosper (Kanagava prefektúra)
5. Yoshiki (Mijazaki prefektúra)
6. Dost (Hjógo prefektúra)
7. Jumelfeel (Nara prefektúra)

#### Vendégek
- Galileo Galilei (vendégzsűri)
- Isivatari Dzsundzsi (vendégzsűri)
- Kento Mori (a táncszínpad zsűrije)
- Fishlife (előzenekar)
- Nomura Súhei (nyitóbeszéd)
- Scandal (vendégzenész)

#### Díjazottak
Normál színpad
- Fődíj - Tocuzen sónen
- Kvázi-fődíj - Climbgrow
- A zsűri különdíja - Cookie Monsters

Táncszínpad
- Fődíj - Yoshiki

#### Nyereményalap
- Fődíj: 1 millió jen
- Kvázi-nagydíj és a zsűri különdíja: különböző zenei felszerelések
- Fődíj (táncszínpad): 100 000 jen